# Written in Red
Written in Red – trzynasty studyjny album zespołu The Stranglers, wydany 27 stycznia 1997 roku, nakładem wytwórni When!. Producentami płyty byli Andrew Gill i Cenzo Townsend. Album zajął 52. miejsce na brytyjskiej liście sprzedaży UK Albums Chart.

## Utwory
1. „Valley of the Birds” – 3:15
2. „In Heaven She Walks” – 3:49
3. „In a While” – 3:19
4. „Silver into Blue” – 3:28
5. „Blue Sky” – 3:41
6. „Here” – 4:21
7. „Joy de Viva” – 3:39
8. „Miss You” – 3:52
9. „Daddy’s Riding the Range” – 4:19
10. „Summer in the City” – 3:27
11. „Wonderful Land” – 3:41

## Single z albumu
- „In Heaven She Walks” UK # 78[6]

## Muzycy
- Jean-Jacques Burnel – gitara basowa, śpiew
- Paul Roberts – śpiew, perkusja
- John Ellis – gitara, śpiew
- Dave Greenfield – instrumenty klawiszowe, śpiew
- Jet Black – perkusja, bębny